# Portret Biance Ponzoni Anguissola
Portret Biance Ponzoni Anguissola ali Dama v belem je slika olje na platnu. Leta 1557 jo je naslikala italijanska umetnica Sofonisba Anguissola. Slika prikazuje slikarkino mamo. Zdaj jo hranijo v Gemäldegalerie, v Berlinu. Upodobljenka je bila prepričljivo identificirana kot mati slikarke Bianca Ponzoni Anguissola, saj se na sliki ponovita kar dva elementa iz slike Šahovska igra: Lucijino naglavni nakit in biserna ogrlica z obeskom, ki ga nosi Minerva. Pod naslonjalom stola sta podpis in datum »Sophonisba Angussola Virgo F. 15.5. 7«.

## Opis
Sofonisba Anguissola je občutljiva na neopazne poudarke, ki izhajajo iz izraznega jezika njene matere, ženske, ki jo upodablja in jih nariše podobo, ki se zdi takojšnja, prozorno ogledalo skrivnih misli in dolgih in sladkih afektivnih zapetov. Gladkost polti in izrazna sila spominjata na Tiziana. Na sliko vpliva langobardski realizem 16. stoletja, pa tudi dragoceni beneški kromatizem; kažejo se naturalistični vplivi, ki se jih je naučila v šoli pri Campiju; izbira elegantni klasicizem in svetlečo telesnost Correggia in opozarja na manieristične prefinjenosti Agnola Bronzina. Sofonisba Anguissola nas uči, kako pogledati v dušo.
Lik matere kaže moč, v zavitem doprsnem pogledu, v roki, naslonjeni na leseni naslon stola, v zapleteni igri zlatih kvadratov, ki sestavljajo dragoceno tkanino obleke, prekinjeno na vrhu z rokavi, pritrjeni na ramena s tankimi vezalkami, iz katerih štrli belina srajce. Nežno in spretno vezenje z zlatimi nitmi v trtnih poganjkih krasi rob srajce, ki poteka na prsih in ramenih. Živahna svežina izvira iz njenega še vedno gladkega zrelega ženskega obraza, zadovoljnega z ljubeznijo moža in sedmih otrok. Drža izžareva vedrino, intimno zadovoljstvo da se pojavi v središču prizora. Ne gre za trenutni posnetek, temveč za zgodbo o polnem, udobnem življenju, obkroženem s skrbjo, prepričano v prihodnost.
Bianca Ponzoni se je leta 1530 poročila s plemeničen Amilcare Anguissolom, s katerim je sedem imela: Sofonisbo, Eleno, Lucijo, Minervo, Evropo, Asdrubale in Anno Marijo. Hčerki sta postali slikarki, razen Minerve, ki je postala učiteljica. Sin Hasdrubal je bil glasbenik.

## Sobolj
Bianca Ponzoni oživi bogato zlato ogrlico z obeskom, ki izstopa ob svetlečem odsevu obleke. Z levo roko boža sobolja, poseben dragulj iz 16. stoletja, deloma v zlatu in deloma v krznu, ki ga imajo rade plemkinje in kraljice. Glava živali je bila izdelana iz zlata, tudi z vložki iz draguljev, medtem ko je bilo krzno pristno kot pri majhni živali. Sobolj, simbol plodnosti, je bil rezerviran za poročene ženske in matere več otrok. Prednik 19. stoletja in secesijski muf je bil uporabljen tudi za ogrevanje konic prstov.